# Lemmy (software)
Lemmy es un software libre y de código abierto para la gestión de foros de Internet y agregadores de noticias autoalojados.

## Creación y financiación
El software Lemmy fue creado por el usuario Dessalines en GitHub en febrero de 2019 y licenciado bajo la Licencia Pública General Affero. Está financiado por crowdfunding mediante donaciones individuales y también recibe financiación a través del Fondo de Descubrimiento NGI0 de NLnet.

## Nombre
En un post de 2020, el cocreador de Lemmy, Desalines, escribió sobre el origen del nombre Lemmy.
"Estuvo sin nombre durante mucho tiempo, pero quería mantener la tradición fediversa de poner nombres de animales a los proyectos. Estaba jugando a Lemmings, un juego de la vieja escuela, y Lemmy (de Motorhead) había fallecido esa semana, así que hicimos una encuesta para elegir nombres y me quedé con ese".

## Instancias y redes
Las instancias de Lemmy, con contenidos generados por los usuarios y los debates sobre los contenidos en un foro de Internet, están gestionadas por diferentes personas o empresas, cada una con sus propias políticas de moderación de contenidos.
Los usuarios de instancias individuales envían mensajes con enlaces, texto o imágenes a tablones creados por los usuarios llamados "comunidades". Las comunidades son foros de debate creados por los usuarios. Son una parte integral de Lemmy, ya que los usuarios deben publicar su enlace, imagen o debate en una comunidad específica. Los nombres de las comunidades empiezan por c/ en la URL y se pueden mencionar de forma única utilizando el formato: !comunidad@instancia. Las comunidades son creadas por los usuarios locales en cada instancia, sin embargo, se pueden hacer publicaciones desde otras instancias. La moderación corre a cargo de los administradores de cada instancia y los moderadores de comunidades específicas.
Mediante un sistema de votos a favor y en contra, los usuarios pueden influir en el contenido que aparece en la parte superior de los feeds principales y de cada comunidad. Se puede encontrar una lista de comunidades en el navegador de comunidades y en el explorador.
El registro de una cuenta en una instancia concreta es gratuito y puede requerir una dirección de correo electrónico o la aprobación del administrador de la instancia. El registro de una cuenta permite a un usuario publicar en comunidades y, en algunas instancias, crear nuevas comunidades. Las personas con cuentas en otras aplicaciones del Fediverso (servidores compatibles con ActivityPub) pueden responder a las publicaciones de Lemmy o suscribirse a las comunidades de Lemmy utilizando sus cuentas que no sean de Lemmy.

## Relaciones con otras redes sociales en línea
Las instancias de Lemmy están federadas entre sí, lo que permite a un usuario de una instancia determinada participar en una "comunidad" de otra instancia de Lemmy sin tener que crear una cuenta en la otra instancia; y con otras instancias del Fediverso que utilicen software diferente. ActivityPub es el protocolo utilizado para que las instancias de Lemmy funcionen como una red social federada. Permite a los usuarios interactuar con plataformas compatibles, incluyendo Mastodon y PeerTube.
En junio de 2023, durante el apagón en la comunidad Reddit en respuesta a los cambios en la API de Reddit, los miembros de la comunidad discutieron el cambio a Lemmy como una de las posibles alternativas a Reddit. La prohibición por parte de Reddit de un usuario y subreddit llamado "/r/LemmyMigration" que discutía la posibilidad de migrar a Lemmy provocó un efecto Streisand que atrajo la atención hacia Lemmy en sitios online como Hacker News, y fue revertida un día después. Lifehacker describió Lemmy como una de las "cuatro mejores" alternativas a Reddit.

## Estadísticas de uso
Según el sitio web de estadísticas sobre el Fediverso the-federation.info, había menos de 100 instancias de Lemmy antes de junio de 2023, aumentando a 312 instancias de Lemmy con un total de 21.000 usuarios activos mensuales a 2023  de junio del  17. Las instancias más populares eran lemmy.ml y lemmy.world, cada una con 4.000 y 8.000 usuarios activos mensuales respectivamente, a 17  de junio de  2023.

## Software de terceros
Las aplicaciones cliente para dispositivos móviles incluyen Jerboa para Android, y Remmel para iOS y el cliente beta Mlem disponible a través de TestFlight. Lifehacker declaró en junio de 2023 que se esperaba que Sync se convirtiera en un cliente de Lemmy tras los cambios en la API de Reddit. Del mismo modo, Boost for Reddit está siendo refactorizado como Boost for Lemmy.